# Dmitrij Błagoj
Dmitrij Dmitrijewicz Błagoj (ros. Дми́трий Дми́триевич Благо́й, ur. 28 stycznia?/9 lutego 1893 w Moskwie, zm. 14 lutego 1984 tamże) – rosyjski historyk literatury.
W latach 1903–1911 uczył się w męskim gimnazjum w Moskwie, które ukończył ze srebrnym medalem. Później przebywał na leczeniu we Francji, Włoszech i Szwajcarii. Po powrocie do Moskwy w 1913 studiował na Wydziale Historyczno-Filologicznym Uniwersytetu Moskiewskiego, później Uniwersytetu Charkowskiego. Po jego ukończeniu w 1919 wykładał rosyjską literaturę w żeńskim gimnazjum w Teodozji, w 1922 wrócił do Moskwy, gdzie następnie wykładał rosyjską literaturę. W latach 1926–1930 kierownik muzeum literatury Wszechrosyjskiego Związku Pisarzy, w latach 1931–1935 wykładowca i profesor Państwowego Instytutu Pedagogicznego im. Lenina, w latach 1936–1941 wykładowca w Instytucie Historii i Literatury, w 1938 został doktorem nauk filologicznych, w 1941 ewakuowany z Moskwy do Taszkentu, gdzie w latach 1941–1943 był kierownikiem katedry literatury rosyjskiej Instytutu Pedagogicznego i równocześnie profesorem rosyjskiej literatury Wydziału Filologicznego Uniwersytetu Środkowoazjatyckiego w Taszkencie. Od 1943 profesor Moskiewskiego Uniwersytetu Państwowego im. Łomonosowa, w latach 1943–1984 profesor katedry literatury rosyjskiej na tym uniwersytecie, od 1953 członek Akademii Nauk ZSRR. Był reprezentantem socjologicznej badań w radzieckiej nauce o literaturze. Badacz rosyjskiego klasycyzmu i romantyzmu, zwłaszcza twórczości Puszkina. Autor „Historii literatury rosyjskiej XVIII wieku” (1945, wydanie czwarte 1960, wydanie polskie 1955), „Twórczej drogi Puszkina” (t. 1 1950, t. 2 1967, wydanie polskie t. 1 1955).

## Odznaczenia i nagrody
- Order Lenina (1973)
- Order Rewolucji Październikowej (1975)
- Order Czerwonego Sztandaru Pracy (1945, 1963 i 1983)
- Order „Znak Honoru” (1954)
- Nagroda Państwowa ZSRR (1951)

I medale.